# Памятник «Орёл»
Памятник солдатам Вильманстрандского полка (памятник «Орёл») — обелиск, установленный в городе Старая Русса в 1913 году, в память героически погибших пехотинцев Вильманстрандского полка. Объект культурного наследия народов России федерального значения, охраняется государством.

## История

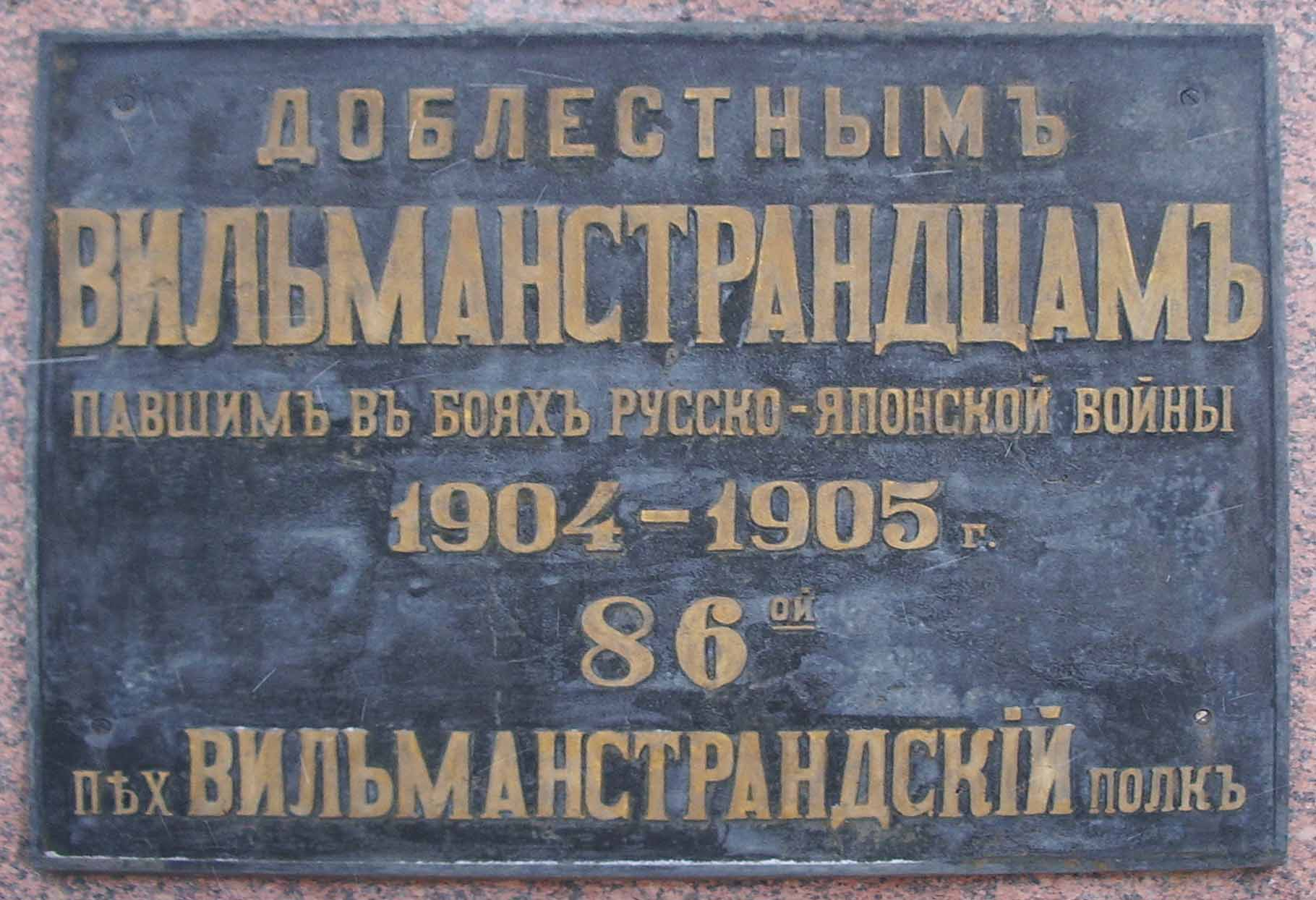
Табличка c памятной надписью

Представляет собой стоящий на постаменте гранитный обелиск высотой около 5 метров. Памятник имеет ступенчатое основание из двух частей. Внизу — две широкие и невысокие ступеньки из серого неполированного гранита. На них — две более высокие ступеньки меньшей площади из розового неполированного гранита. На ступеньках стоит собственно постамент из того же материала, сверху и снизу он имеет канты в виде горизонтальных выступов со скосами в нижней и верхней частях. Все части постамента и сам обелиск — четырёхгранные. На постаменте установлена памятная доска. На вершине обелиска находится бронзовый шар, на котором, расправив крылья, сидит орёл.
Памятник установлен в честь пехотинцев Вильманстрандского полка, героически погибших в сражении при Ляояне. В 1904 году с 18 по 20 августа шесть эшелонов с личным составом полка прибыли к позициям русской армии под китайским городом Ляоян в Маньчжурии, где полным ходом шла Русско-японская война. 86-й пехотный Вильманстрандский полк в составе 22-й пехотной Новгородской дивизии принимал участие в тяжёлых и кровопролитных боях на реке Шахе, на Ходябейской позиции и на Яндылинском перевале.
Памятник был установлен перед Красными казармами, где в течение 50-ти лет, до 1904 года, был расквартирован Вильманстрандский 86-й пехотный полк (ныне территория завода «Старорусприбор»). Автор проекта и руководитель строительных работ — Владимир Петрович Мартынов. Строительство было начато 25 октября 1913 года, когда, в торжественной обстановке и соответствующими церемониями, был заложен фундамент памятника. Недостающая на возведение сумма была получена от императора Николая II. В августе 1914 года В. Мартынов был отправлен на фронт. Завершить начатое поручили скульптору И. Н. Витенбергу.
Памятник пострадал в годы Великой Отечественной войны. На обелиске было несколько выбоин, скульптура Орла в нескольких местах пробита пулями. Восстановлен в 1953 году.